# Гюттенберг (Каринтія)

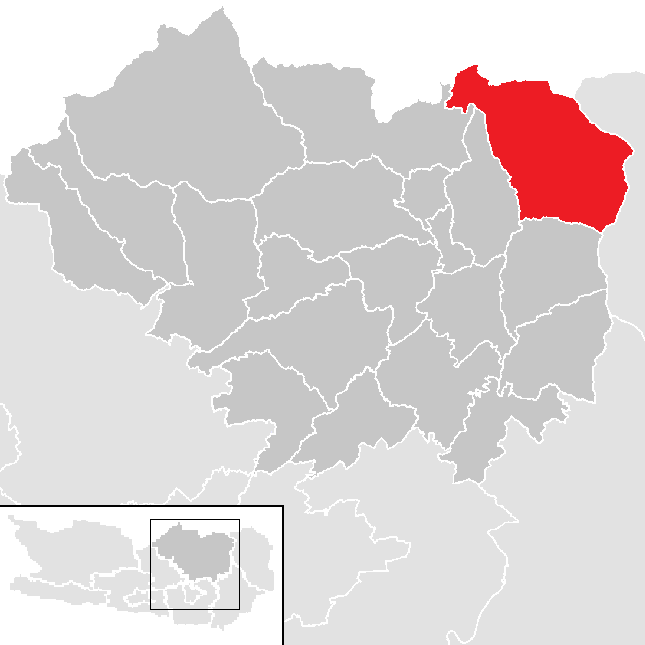
20511 — Гюттенберг

Гюттенбе́рг (нім. Hüttenberg) —  громада в федеральній землі Каринтія (Австрія). Громада розташована в політичному окрузі Санкт-Файт-ан-дер-Глан.
Населення становить 1 414 осіб (2018-01-01). Займає площу 134,48 км².

## Населення
Станом на 1 січня 2018 року населення громади становило 1 414 осіб. При цьому, населення має тенденцію до зменшення. Так, під час перепису 2001 року, населення громади становило 1 804 особи. У населенні громади переважають люди середнього і старшого віку. 
| Рік       | 1869  | 1880  | 1890  | 1900  | 1910  | 1923  | 1934  | 1939  |
| --------- | ----- | ----- | ----- | ----- | ----- | ----- | ----- | ----- |
| Населення | 5 452 | 5 450 | 5 725 | 5 015 | 4 190 | 4 388 | 4 264 | 4 587 |
| Рік       | 1951  | 1961  | 1971  | 1981  | 1991  | 2001  | 2011  | 2018  |
| Населення | 4 492 | 4 190 | 3 446 | 2 738 | 2 198 | 1 804 | 1 532 | 1 414 |

За переписом 2001 року 98,3 % жителів громади були громадянами Австрії. 90,6 % населення відносить себе до римо-католиків, 2,7 % є євангелістами , 5,7 % не відносять себе до жодної з церков.

## Склад громади
Громада Гюттенберг складається з 7 кадастрових громад: Унтервальд (нім. Unterwald), Гінтерберг (нім. Hinterberg), Кнаппенберг (нім. Knappenberg), Леллінг (нім. Lölling), Санкт-Йоганн-ам-Прессен (нім. Sankt Johann am Pressen), Санкт-Мартин-ам-Зільберберг (нім. Sankt Martin am Silberberg), Цозен (нім. Zosen), деякі з яких у свою чергу складаються з кількох невеличких населених пунктів (сіл, хуторів). Загалом до складу громади Гюттенберг входить 21 окремий населений пункт (у дужках наведено кількість населення станом на 2001 рік)
| - Andreaskreuz (2) - Gobertal (4) - Gossen (146) - Heft (14) - Hinterberg (0) - Hüttenberg (479) - Hüttenberg Land (8) | - Jouschitzen (6) - Knappenberg (273) - Lölling Graben (179) - Lölling Schattseite (16) - Lölling Sonnseite (158) - Lichtegg (25) - Obersemlach (20) | - Sankt Johann am Pressen (130) - Sankt Martin am Silberberg (114) - Semlach (14) - Stranach (20) - Unterwald (87) - Waitschach (7) - Zosen (102) |

Деякі населені пункти громади Гюттенберг
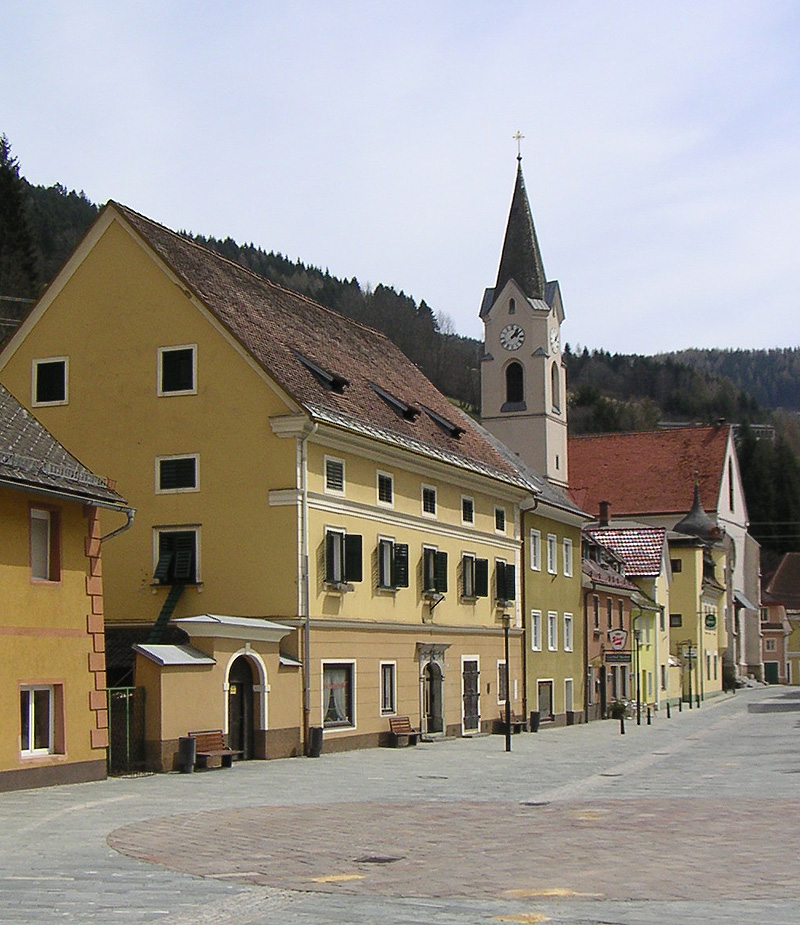
Гюттенберг. Базарна площа.
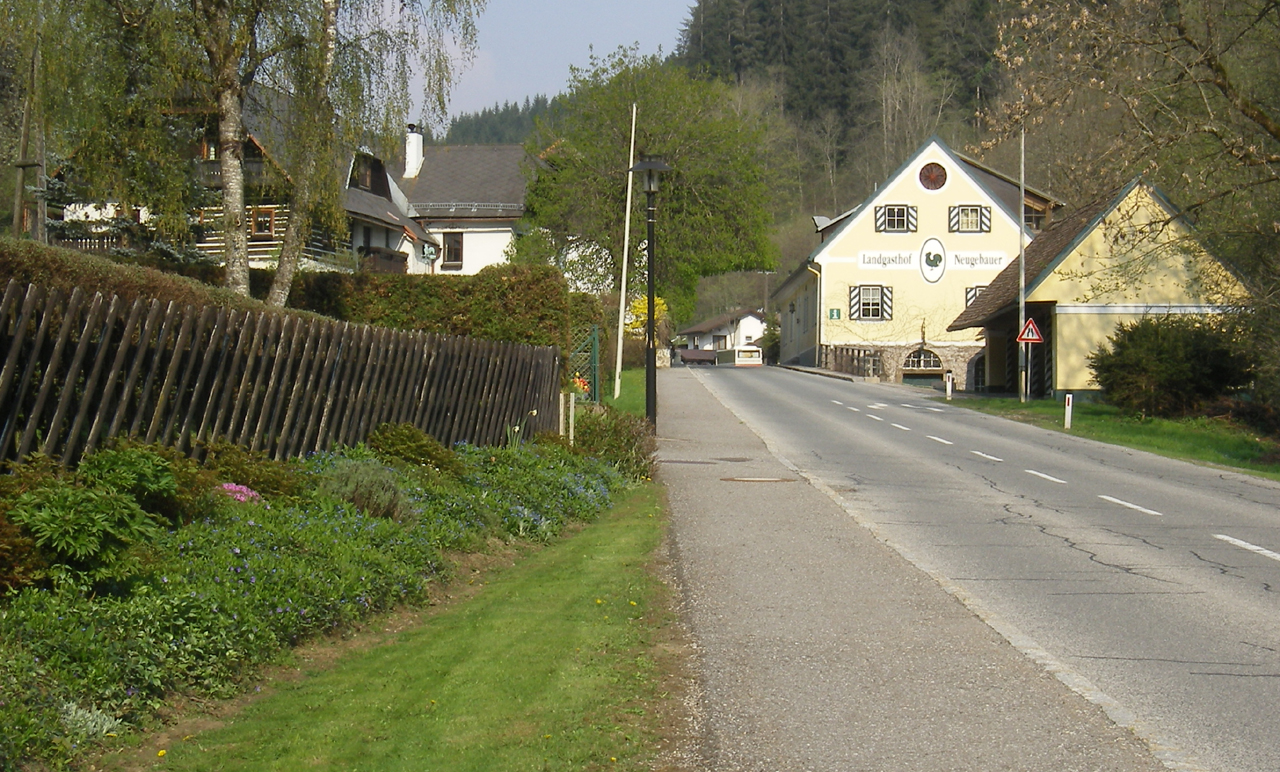
Леллінг. В'їзд у село.
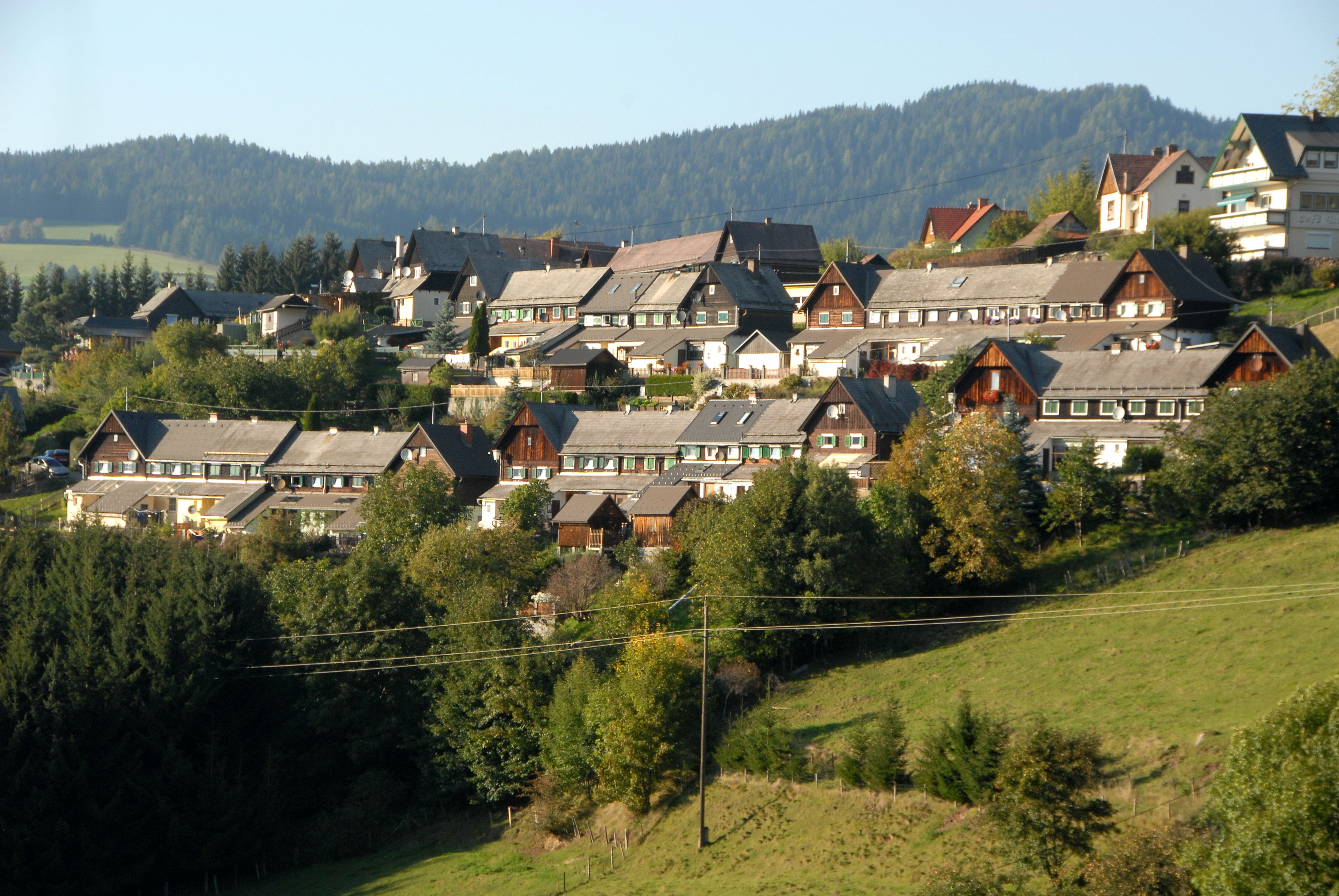
Кнаппенберг.
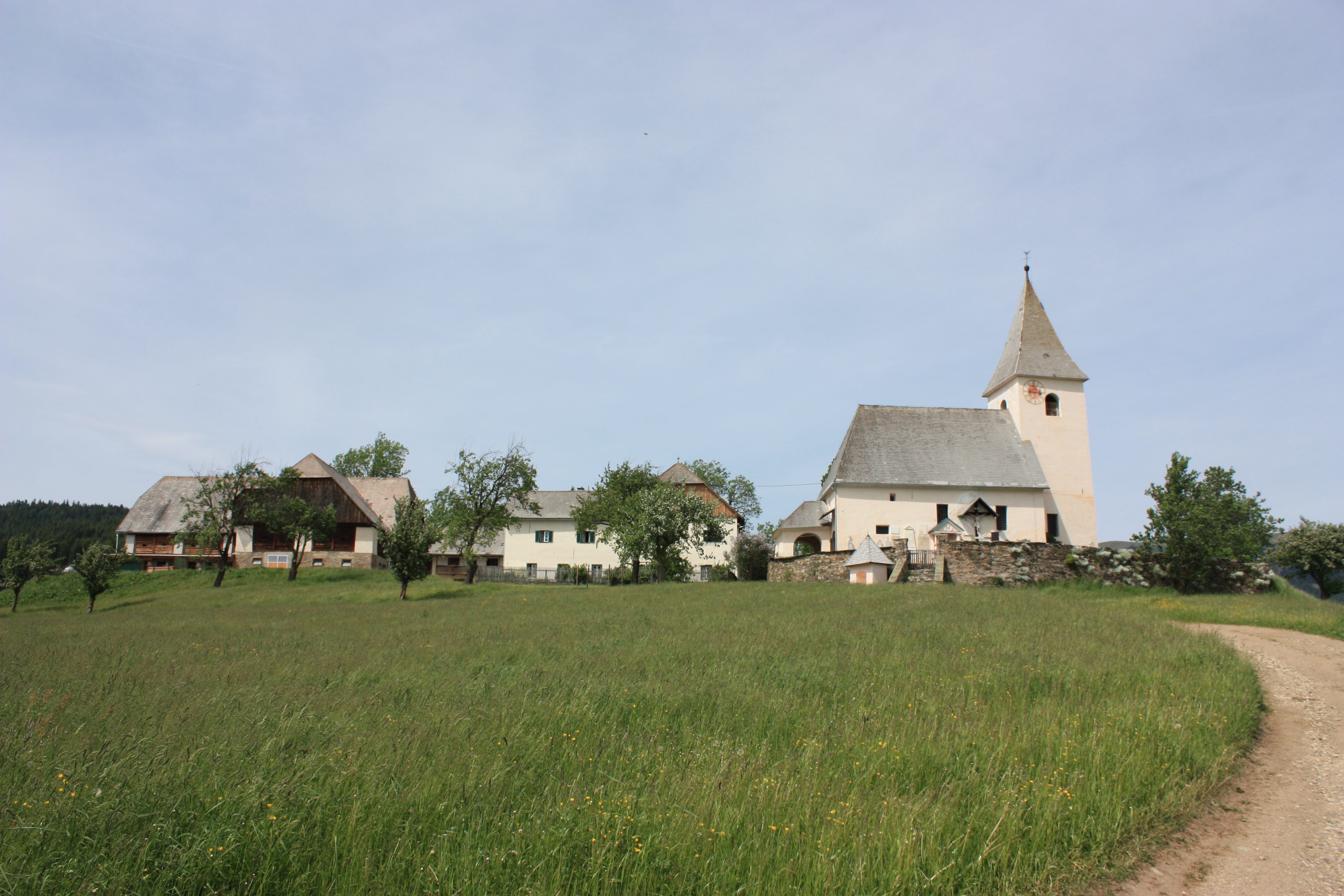
Санкт-Йоганн-ам-Прессен.
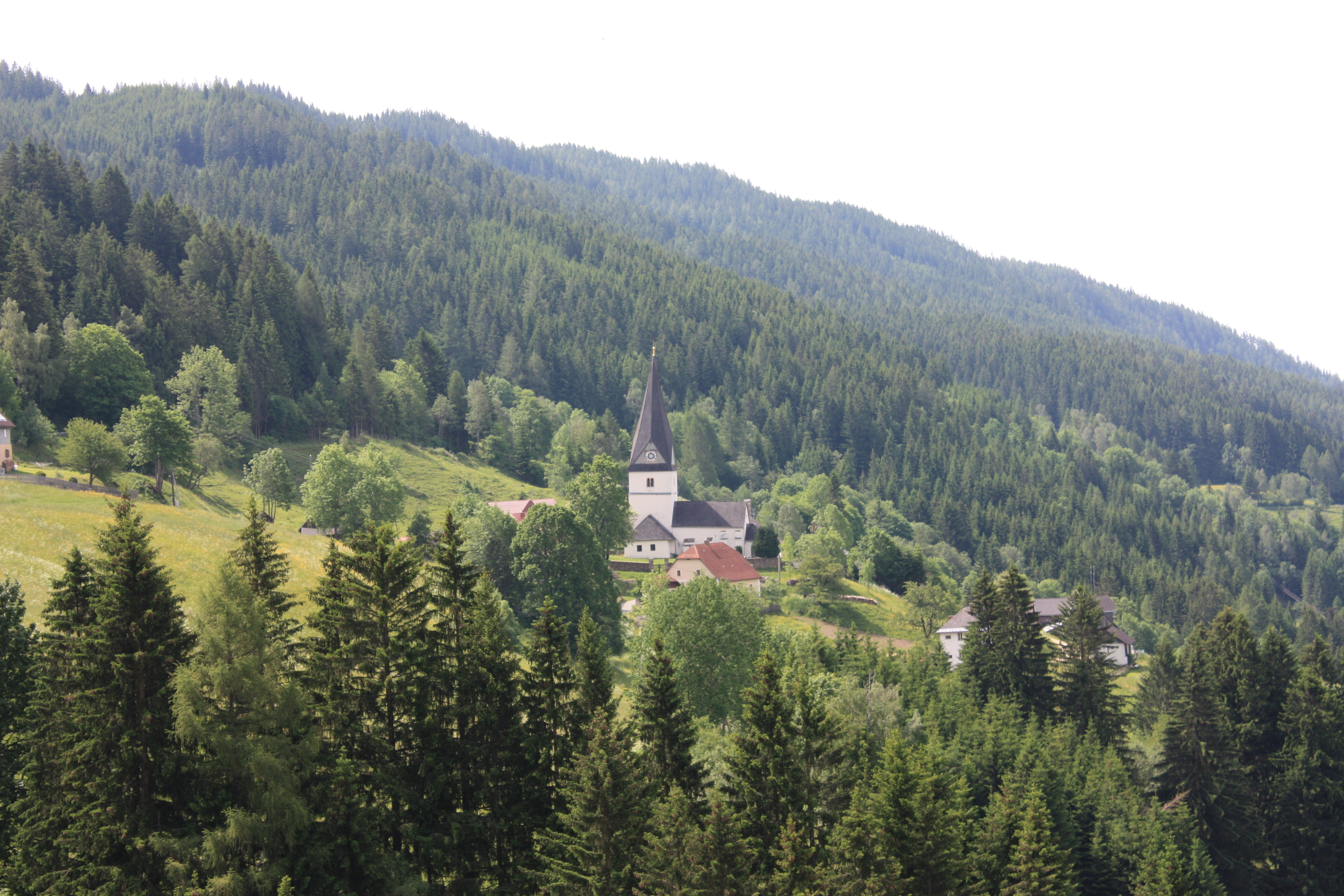
Санкт-Мартин-ім-Зільберберг.

## Історія
Здавна на території громади Гюттенберг існували гірничі і металургійні підприємства. У кількох населених пунктах і на теритріях, що їм належать, збереглося кілька доменних печей, що нагадують про розквіт гірничо-металургійної справи у цьому районі у XIX столітті. Старі доменні печі можна побачити у селах Леллінг, Мозинць, Гефт, на дорозі між селами Гефт і Санкт-Йоганн-ам-Прессен. 
|  |  |  |  |